# Guadalupe (Santa Cruz da Graciosa)
Guadalupe è una freguesia civile portoghese, si trova nel comune di Santa Cruz da Graciosa sull'isola delle Azzorre di Graciosa.
Nel 2011, la freguesia contava circa 1 096 abitanti e una superficie di 20,62 km² (una densità di 53 abitanti per km²).